# 廖煥文墓
廖煥文墓是一座位於臺中市南屯區的墓葬建物，興建並完工於日治昭和9年（1934年）。

## 歷史
廖煥文在日治初期棄武從農，並因經營蔗田事業成功奠定家業；廖氏曾任南屯山子腳保正，並曾捐出物資提倡興建「知高橋」與「新庄橋」兩座水泥橋樑以利當地居民交通往返。廖氏辭世後，其墓葬由多位地方仕紳參與，並選擇大肚山東麓緩坡為墓址，耗費相當於三甲八分水田之資金，自泉州進口石材並聘請石匠，歷時六月方告落成。

## 建築形制
廖煥文墓墓園屬傳統閩南墓葬形式，並以花崗岩及青斗石等石材為主要建材。墓碑與供桌相連，並皆為花崗岩刻製而成；墓碑正面嵌有旗、球、戟、磬形狀之青斗石浮雕，其重量達八百餘斤。墓碑後方設有墓龜，並以洗石子施作圓曲狀護牆。設有俗稱「子孫巷」之具排水功能凹溝環繞墓龜周圍，並於兩側洩水口以鰲魚石雕裝飾。墓園題有櫟社社長傅錫祺與烏日學田詩人陳若時等多位當時名人之字跡。

## 評定基準
- 具歷史、文化、藝術價值
- 各時代表現地方營造技術流派特色者
- 具稀少性，不易再現者
- 具建築史上之意義，有再利用之價值及潛力者

## 延伸閱讀
- 韓興興. . 臺中市文化局. 2010-01-01. ISBN 9789860264142 （中文）.[2][3]

## 外部連結
- 廖煥文墓園簡介 （页面存档备份，存于）
- 趙守彥(1960-) - 臺中市 廖煥文墓 數位島嶼 （页面存档备份，存于）
- 臺中市文化資產處-廖煥文墓 （页面存档备份，存于）